# 福博ツナグ文藝社
福博ツナグ文藝社（ふくはくつなぐぶんげいしゃ、英称：fukuhakutsunagu bungeisha）は、福岡・博多の飲食文化や芸術文化、風景、歴史に関する情報を発信する非営利団体。

## 概要
樋口一幸（Bar Higuchiオーナーバーテンダー）を代表とし、西山健太郎とともに設立。
ウイスキーの祭典「ウイスキートーク福岡」の企画運営のほか、福岡市博物館にて「黄金のミュージアムバー」、福岡市総合図書館映像ホール・シネラにて特別上映会「映画監督 中島良の世界」などをプロデュース。
九州を中心とした国内外37の企画ギャラリーが展開する「ART FAIR ASIA FUKUOKA」や、福岡けやき通りのイベント「ギャラリー梯子酒」などアートイベントの広報、気鋭アーティスト、作家、役者、起業家、注目の多様な専門家のインタビューレポート、福岡・博多の風景、歴史に関する情報を発信する非営利団体。

## 主な活動
- ウイスキーの祭典 「ウイスキートーク福岡」を企画運営。
- 2017年に福岡市博物館にて「黄金のミュージアムバ－」を企画運営。

　“黄金のミュージアムバー”.   福岡市博物館. 2017年8月6日閲覧。
- 2017年に福岡市総合図書館 映像ホール・シネラにて特別上映会「映画監督 中島良の世界」をプロデュース。
- 西日本新聞社が運営するウェブサイト「ファンファン福岡」に、芸術文化・飲食文化に関する情報を掲載。
- 西日本新聞社が運営するアート情報ウェブサイト「ＡＲＴＮＥ（アルトネ）」に、気鋭アーティストのインタビュー、アートイベントレポートなどを掲載。

　“ARTNE FEATURE”.   株式会社 西日本新聞イベントサービス. 2018年9月6日閲覧。
- 西日本新聞社が運営するウェブサイト「リビング福岡」に福岡風景／Fukuoka Viewを掲載。